# Car of Dreams
Car of Dreams è un film del 1935 diretto da Graham Cutts e Austin Melford. Interpretato da Grete Mosheim e John Mills, è il remake del film ungherese Signorina 10.000.

## Trama
Vera Hart vive in famiglia, ma deve trovarsi un lavoro e lo trova in una fabbrica. Suo padre, che ha un negozio di antiquariato, ama troppo i suoi begli oggetti per venderli e la famiglia ha grosse difficoltà a tirare avanti. Anche Vera ama le cose belle, i bei vestiti eleganti e costosi, le belle macchine. Un giorno, si ferma ad ammirare una splendida Rolls Royce da un concessionario e si fa passare per una cliente. Il giovane figlio del proprietario della fabbrica, Robert Miller, si innamora della ragazza e comincia a corteggiarla, spacciandosi per un dipendente. Decide di regalarle l'auto ma per poterlo fare si inventa che è un premio perché lei sarebbe la decimillesima cliente del salone. Papà Hart è felice della nuova auto, mentre la madre di Vera nutre qualche sospetto.
Poiché in casa Hart nessuno ha la patente, Robert - per poter frequentare Vera - si offre come autista, incerto se rivelare sua vera identità, perché tutte le ragazze che lui conosce lo frequentano solo perché è il figlio di un milionario. Ogni mattina accompagna Vera al lavoro, senza mai dirle che la fabbrica è quella di suo padre. Quando Robert scopre quanto poco è pagata la ragazza, le fa aumentare il salario a cinque sterline, provocando un'ondata di pettegolezzi e di malumore tra i colleghi di lei, che immaginano sia l'amante di Miller. Vera, che dice di non conoscere Miller, si presenta nel suo ufficio e lui, per non farsi vedere, si nasconde e manda al suo posto l'amico Peters, che finge di essere Robert.
Anche a Peters piace la bella Vera, tanto da invitarla a uscire con lui. Quando ne parla con Robert, i due si mettono a discutere se Vera sia più interessata all'amore o ai soldi. Per mettere fine alla questione, combinano di invitare la ragazza in un albergo in campagna, dove si sta svolgendo un carnevale sul ghiaccio. Alla manifestazione arrivano anche due dipendenti della fabbrica, la signorina Fischer, che è infatuata di Robert, e il signor Butterworth, il capo di Vera. I due vogliono vederci chiaro sulla supposta relazione della ragazza con Miller e restano scioccati quando la vedono alternativamente insieme sia a Miller che a Peters, cosa che li porta a pensare il peggio.
Senza rivelarle ancora nulla della sua identità, Miller chiede a Vera di venire a vivere con lui in due stanze sopra il garage e lei, felice, accetta. Ma quando Butterworth le dice chi sia in realtà il suo corteggiatore, Vera immagina che quella di Robert non sia stata una proposta di matrimonio, ma piuttosto un invito a diventare la sua amante. Così lo scarica e accetta le attenzioni di Peters. Alla fine, tutto viene chiarito e Robert e Vera filano via insieme nella loro "macchina dei sogni".

## Produzione
Il film fu prodotto dalla Gaumont British Picture Corporation.

## Distribuzione
Distribuito dalla Gaumont British Distributors, uscì nelle sale cinematografiche britanniche nel 1935.
La copia restaurata è stata presentata il 10 febbraio 2013 al Berlin International Film Festival.